# Fakhrozzaman Jabbar Vaziri
Fakhrozzaman Jabbar Vaziri (en persa: فخرالزمان جبار وزیری‎; 1912 – 2009) fue una actriz iraní. Fue una de las actrices pioneras del Cine en Irán y conocida principalmente por aparecer en tres películas dirigidas por Abdolhossein Sepanta: Shirin and Farhad, The Black Eyes y Leili and Majnun.